# 太平洋岸戦線 (南北戦争)
南北戦争の太平洋岸戦線（たいへいようがんせんせん、英:Pacific Coast Theater）は、アメリカ合衆国の太平洋に接する、あるいは近接する地域、カリフォルニア州、オレゴン州およびネバダ州とワシントン準州、ユタ準州およびアイダホ準州での軍事作戦行動である。激しい戦闘は通常カリフォルニア州の北軍分遣隊と南軍に同調するインディアンとの間で起こったが、北軍と南軍の部隊がこの戦線で衝突したこともあった。この地域ではどちらの軍も大きな部隊は持たず、その大半は小さな部隊間の戦闘だった。
アメリカ合衆国国立公園局によって作られた作戦の分類では、この戦線に含まれるのはわずか1つの方面作戦と1つの戦闘だけである。ミシシッピ川より西の作戦行動はミシシッピ川流域戦線に含まれている。

## 太平洋岸戦線での主な作戦と戦闘

### カリフォルニア部隊の作戦行動
南北戦争ではカリフォルニアが主戦場と遠く離れていたために、小さな役割しか演じられなかった。開拓者の中にはアメリカ連合国に同調する者もいたが、彼等は組織を作ることを許されず、その新聞も休刊にされた。元合衆国上院議員で南軍の同調者ウィリアム・M・グウィンが逮捕され、その後にヨーロッパに逃亡した。カリフォルニア政界をその鉱山、輸送および財力で支配した強力な資本家が、新しい共和党を通じて州内を支配した。兵卒として志願した者のほぼ全員が西部に留まり、その施設を守った。南軍はニューメキシコ準州南部にアメリカ連合国アリゾナ準州を設立し、さらにニューメキシコ準州北部やコロラド準州を手に入れて金鉱と港湾のあるカリフォルニアを目指そうというニューメキシコ作戦を立案した。しかしカリフォルニア部隊約2,350名が1862年にアリゾナを越えて東部に行軍し、アリゾナとニューメキシコから南軍を追い出した。カリフォルニア部隊は敵対的インディアンと戦うことにその多くのエネルギーを費やした。

#### スタンウィックス駅の戦い
連邦政府から何年も無視されていたためにアリゾナ準州ツーソンでの南軍への同調が高まり、現在ではアリゾナ州南部とニューメキシコ州南部から構成されるアメリカ連合国アリゾナ準州の西地区州都と宣言した。ラスクルーセスに近いメシラは準州の州都であり、東地区の州都でもあった。南軍の望みはカリフォルニア州南部の同調者に影響を及ぼして南軍に加わらせ、アメリカ連合国にとって太平洋への出口を作ることだった。連邦政府はこのことを妨害しようと考え、カリフォルニア部隊と呼ばれる志願兵部隊をジェイムズ・ヘンリー・カールトン大佐に指揮させてアリゾナを占領するために東に向かわせた。カリフォルニア州のユマ砦が作戦の基地に使われた。
アリゾナ州西部のスタンウィックス駅はユマの東約80マイル (130 km) ヒラ川近くに1850年代に造られた駅馬車線の停車駅だった。この駅が北軍と南軍がぶつかった最も西の場所となった。
戦闘は1862年3月30日に起こった。カリフォルニア部隊のウィリアム・P・キャロウェイ大尉と272名の前衛隊が、南軍ジョン・W・スウィリング少尉に率いられた小さな分遣隊がカリフォルニア部隊の動物のためにスタンウィックス駅に置かれていた秣を燃やしているのを発見した。数的に遥かに勝る北軍と短時間銃撃を交わしただけで、南軍はアリゾナ準州西地区の州都ツーソンに撤退した。北軍は1名が負傷しただけだった。
この出来事の意味は2つあった。1つはスタンウィックス駅だけでなく他の駅馬車駅でも秣を燃やすことでカリフォルニア部隊の進行を遅らせ、南軍がアリゾナ準州都メシラから撤退してその物資を持ち出すか破壊するまで、北軍の到着を妨げたことだった。2つ目はもっと直接的に重要なことであり、スウィリングはツーソンに戻ってアリゾナ準州西地区の指揮官シェロド・ハンター大尉にカリフォルニア部隊が接近していることを警告したことだった。ハンターは戦略的な位置に歩哨を置いた。

#### ピカチョ峠の戦い
4月15日、北軍第1カリフォルニア騎兵隊のジェイムズ・バーレット中尉に率いられた12名の騎兵と1人の斥候がピカチョ峠辺りを探索して近くにいると報告されていた南軍を探していた。バーレットは南軍とは交戦せず、主力部隊が来るのを待つよう命令されていた。しかしその偵察隊は3人の南軍歩哨を急襲し捕まえた。その銃火を開く前に他に7名の南軍兵がいるのを見落としていた。それに続く流血の小競り合いでバーレットと他に2名が戦死し3名が負傷した。ウィリアム・P・キャロウェイ大尉が率いる主力部隊が到着するのを待たなかったという誤りは別にして、バーレットは藪の中に隠れていた南軍兵に騎兵突撃を命じるという誤りを犯した。北軍の騎兵は容易な目標になった。約90分間も続いた活発な交戦の後で両軍共に戦場から退いた。
南軍のカリフォルニア州南部の同調者に影響を及ぼし太平洋への道を開くという目標は実現されなかった。ピカチョ峠の小競り合い自体は周辺の出来事の中で小さな要素に過ぎないが、南軍による西部への最高到達点と考えられる。同じ頃、南軍の遥かに大きな部隊がニューメキシコのサンタフェから北へ進出するという試み（ニューメキシコ作戦）がグロリエタの戦い（3月26日-28日）で挫折させられ、7月までに南軍はテキサス州まで撤退した。

#### アパッチ峠の戦い
アパッチ峠の戦いはアリゾナ州アパッチ峠で、アパッチ族戦士とニューメキシコへ向かっていたカリフォルニア部隊との間で戦われた。
ジェイムズ・ヘンリー・カールトン大佐のカリフォルニア部隊はニューメキシコでエドワード・キャンビー大佐の北軍を支援するために向かっていた。7月15日、前衛隊がツーソンの東にあるアパッチ峠でアパッチ族のコーチスとマンガス・コロラダスに率いられた500名の戦士に攻撃された。山岳用榴弾砲が据えられるまでに峠道で激しい小競り合いが続いた。これはアメリカ陸軍がインディアンに対して大砲を用いたことでは初めての戦闘になった。榴弾砲はインディアンの攻撃を破壊しアパッチ族戦士は退却した。7月4日にカリフォルニア部隊の最初の部隊がリオグランデ川沿いにあるニューメキシコのメシラまで到着していた。カリフォルニア部隊が西部から接近しつつあるという報に、南軍の最後の残存部隊もニューメキシコから撤退した。
この戦闘後、カールトンはそこに基地を建設して開拓者達が通る時にインディアンから襲われないよう守る必要があると決めた。第5カリフォルニア連隊の兵士が砦を建設し始め、連隊の大佐ジョージ・ワシントン・ボウイに因んでボウイ砦と名付けた。ニューメキシコに到着すると、カールトンはニューメキシコ方面軍指揮官を任され、南西部でのインディアンに対する作戦を続けた。翌1863年、北軍はニューメキシコ準州から現在の南北にわたる境界でアリゾナ準州を分離独立させ、プレスコットに暫定の州都をおいて統治を確立した。

### ベア川の虐殺
ベア川の虐殺はベア川の戦いあるいはボアオゴイの虐殺とも呼ばれ、1863年1月29日に、アメリカ陸軍（北軍）とショショーニ族インディアンとの間で起こった。場所はベア川とビーバー・クリーク（現在はバトル・クリーク）の合流点であり、当時はワシントン準州南東部だった。現在はアイダホ州フランクリン郡のプレストン市近くである。パトリック・エドワード・コナー大佐が率いたアメリカ軍分遣隊が行ったショショーニ族酋長ベアハンターに対するベア川遠征の一部として起こった。
コナー大佐は第3カリフォルニア志願歩兵連隊の指揮を任され、ユタ戦争（1857年-1858年）の後も不穏な情勢が続いていたユタ準州に進出し、ソルトレイクシティ近くにダグラス砦を築いて駐屯していた。1862年夏以降にショショーニ族との間に紛争が続き、1863年1月になってコナーはショショーニ族に対する遠征を発した。コナー隊は約200名の歩兵と騎兵だった。1月29日夜明けに戦闘が始まり、2時間にわたる交戦の後でショショーニ族側の弾薬が尽き、その後は虐殺に変わった。ショショーニ族の集落には約500名がいたとされるが、その200ないし400名が殺害された。北軍の戦闘中の損失は戦死27名、負傷40名だった。

### コロラド戦争
コロラド戦争は、1863年から1865年までに起きた、アメリカ合衆国とインディアンの緩やかな同盟との間で起きた武力紛争である。この同盟には、カイオワ、コマンチェ、アラパホ、シャイアンの諸部族が含まれており、最後の2つは特に密接な同盟国であった。戦争は、コロラド準州のコロラド平原東部を中心に行われ、現在のコロラド州からのインディアンの存在の除去と、特に悪名高いエピソードを含んだ1864年11月のサンドクリークの虐殺として知られる戦いによって、インディアン種族の現在のオクラホマ州への移住という結果になった。

#### サンドクリークの虐殺
1864年11月29日の早朝、ジョン・チヴィントン大佐率いる800人の陸軍騎兵部隊がシャイアン族のキャンプに襲いかかった。シャイアンの戦士たちは交戦を試みたと言うが、人数も武装も足りず、戦闘と呼べるものではなかった。この虐殺は昼頃まで続いた。老若男女を問わない皆殺しだった。
150人から200人のインディアンが殺され、そのほとんどが老人、女性、子供だったとされる。シャイアン族の報告によると、死者の内訳は、女・子どもが110人、男が53人とされる。白人兵士達は酔っ払っており、殺したシャイアン族の頭の皮を剥ぎ、死体を叩き砕いた。指輪を奪うために指を切断し、子どもも合わせた男性の陰嚢は「小物入れにするため」切り取られた。男性器と合わせ、女性の女性器も「記念品として」切り取られ、騎兵隊員たちはそれを帽子の上に乗せて意気揚々とデンバーへ戻った。
この二週間後にデンバーでは記念行進が行われ、市民は熱狂的にこれを迎え、チヴィントンは一躍英雄となった。新聞は「コロラドの軍人は、再び栄光に包まれた」とこれを讃えた。しかし、真相が明らかになると世論は一変、チヴィントンは名声を失って不遇のうちに没した。